# Liga de Voleibol Superior Masculino 1972
La Liga de Voleibol Superior Masculino 1972 si è svolta nel 1972: al torneo hanno partecipato 9 franchigie portoricane ed è stato sospeso durante il quarto gioco della finale, quando la serie tra Cafeteros de Yauco e Changos de Naranjito era sul risultato di 2-1, e mai più terminato per motivi di ordine pubblico a causa degli scontri tra le tifoserie.

## Regolamento
La competizione vede le nove franchigie partecipanti affrontarsi senza un calendario rigido fino ad arrivare a sedici incontri ciascuna:
- Le prime quattro classificate accedono ai play-off scudetto, dove vengono accoppiate col metodo della serpentina, strutturati in semifinali, al meglio delle cinque gare, e finale, al meglio delle sette gare.

## Squadre partecipanti
| - Brujos de Guayama - Cafeteros de Yauco - Changos de Naranjito - Criollos de Caguas - Guayacanes de Guayanilla | - Indios de Yauco - Mets de Guaynabo - Plataneros de Corozal - Round Hill |

## Campionato

### Regular season

#### Classifica
| Pos. | Squadra                  | G  | V  | P  | SV | SP | Ratio | PF | PS | Ratio |
| ---- | ------------------------ | -- | -- | -- | -- | -- | ----- | -- | -- | ----- |
| 1    | Cafeteros de Yauco       | 20 | 19 | 1  |    |    |       |    |    |       |
| 2    | Changos de Naranjito     | 20 | 17 | 3  |    |    |       |    |    |       |
| 3    | Mets de Guaynabo         | 20 | 16 | 4  |    |    |       |    |    |       |
| 4    | Indios de Yauco          | 20 | 14 | 6  |    |    |       |    |    |       |
| 5    | Criollos de Caguas       | 20 | 10 | 10 |    |    |       |    |    |       |
| 6    | Plataneros de Corozal    | 20 | 8  | 12 |    |    |       |    |    |       |
| 7    | Guayacanes de Guayanilla | 20 | 3  | 17 |    |    |       |    |    |       |
| 8    | Brujos de Guayama        | 20 | 3  | 17 |    |    |       |    |    |       |
| 9    | Round Hill               | 0  | 0  | 20 |    |    |       |    |    |       |

| Ai play-off scudetto |

### Play-off
|  | Semifinali | Semifinali           | Semifinali |                      |   | Finale             | Finale | Finale |  |
|  |            |                      |            |                      |   |                    |        |        |  |
|  | 1          | Cafeteros de Yauco   | 3          |                      |   |                    |        |        |  |
|  | 1          | Cafeteros de Yauco   | 3          |                      |   |                    |        |        |  |
|  | 4          | Indios de Yauco      | 0          |                      |   |                    |        |        |  |
|  | 4          | Indios de Yauco      | 0          |                      | 1 | Cafeteros de Yauco | 2      |        |  |
|  |            |                      |            |                      | 1 | Cafeteros de Yauco | 2      |        |  |
|  |            |                      | 2          | Changos de Naranjito | 1 |                    |        |        |  |
|  | 2          | Changos de Naranjito | 2          | Changos de Naranjito | 1 | 3                  |        |        |  |
|  | 2          | Changos de Naranjito |            |                      |   |                    |        |        |  |
|  | 3          | Mets de Guaynabo     | 1          |                      |   |                    |        |        |  |